# 습유
습유(拾遗)는 한국과 중국의 과거 관직이다.
한국에서는 고려의 중서문하성에 속한 종6품의 벼슬과 조선의 문하부에 속한 낭사 벼슬로 존재했다.